# Chiesa di Santa Maria della Salute (Roma)
La Basilica parrocchiale di Santa Maria della Salute è un luogo di culto cattolico di Roma, situato nel quartiere Primavalle, in piazza Alfonso Capecelatro; su di essa insistono l'omonima parrocchia e il titolo cardinalizio di Santa Maria della Salute a Primavalle.

## Storia
La borgata di Primavalle sorse a cavallo degli allora suburbi Aurelio e Trionfale a partire dal 1937 per accogliere circa 7 000-8 000 romani che avevano dovuto lasciare le proprie abitazioni nel centro storico della città in seguito agli sventramenti voluti dal governo fascista. Il progetto urbanistico venne affidato all'architetto Giorgio Guidi e, tra gli edifici di particolare rilievo e pubblica utilità, prevedeva l'edificazione di una chiesa posta in fondo all'arteria principale della borgata (l'attuale via Federico Borromeo).
La progettazione del luogo di culto (che si affiancava all'unica altra chiesa presente nella zona, ovvero quella di Santa Maria Assunta e San Giuseppe, dell'Opera Don Calabria) ebbe luogo nel 1949; l'anno successivo veniva aperto il convento annesso dei frati francescani del Terzo ordine regolare di San Francesco, fortemente voluto dal ministro generale Giovanni Enrico Boccella, T.O.R. (morto nel 1992, le cui spoglie mortali si trovano nella chiesa, al di sotto dell'altare di Sant'Antonio) e, con il decreto del cardinale vicario Francesco Marchetti Selvaggiani Inter plures vicos del 30 settembre 1950, veniva eretta e loro data in cura d'anime la nuova parrocchia di Santa Maria della Salute. La costruzione della chiesa parrocchiale si protrasse fino al 1958; per tutto il corso degli anni 1960 e 70 venne adornata con dipinti, mosaici e vetrate policrome, in gran parte dono di cattolici canadesi.
La chiesa fu consacrata il 18 marzo 1960 dal cardinale pro-vicario per la diocesi di Roma Luigi Traglia; due giorni dopo ricevette la visita di papa Giovanni XXIII. Nel 1969 venne rifatta l'area presbiterale e il 29 aprile dello stesso anno fu creato da papa Paolo VI il titolo cardinalizio di “Santa Maria della Salute a Primavalle” Papa Giovanni Paolo II visitò la parrocchia il 15 novembre 1981.

## Descrizione

### Esterno

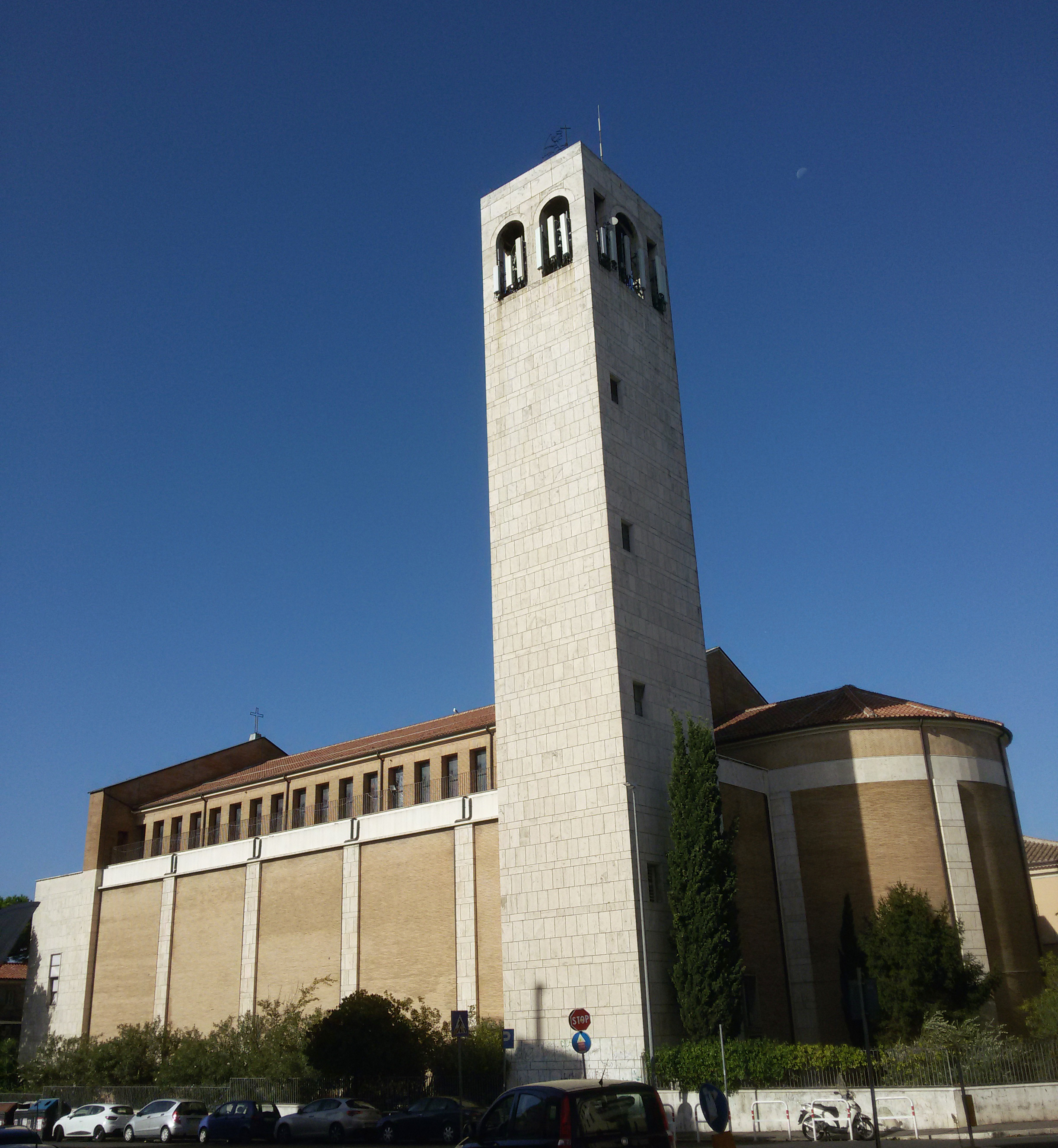
Fianco destro, campanile e abside

La chiesa sorge sul lato settentrionale di piazza Alfonso Capecelatro, in asse con via Federico Borromeo (che collega lungo una linea retta la suddetta piazza con piazza Clemente XI, ove si trova la chiesa di Santa Maria Assunta e San Giuseppe) alla quale fa da sfondo; l'edificio è raccordato ai portici posti lungo il perimetro della piazza, tramite l'edificio del convento che sorge alla sua sinistra, mentre alla sua destra prosegue la piazza fino a diventare via Pietro Maffi. Sull'incrocio con quest'ultima prospetta, in posizione arretrata, l'alta torre campanaria a base rettangolare, interamente rivestita in blocchi di pietra squadrati, la cui cella si apre sull'esterno con due coppie di monofore sui lati minori, e con una monofora affiancata da due finestre rettangolari su quelli maggiori.
La facciata, preceduta da un'ampia scalinata affiancata dalle statue marmoree di San Pietro (a sinistra) e San Paolo (a destra) è a capanna ed è preceduta da un avancorpo con lo stesso paramento murario del campanile; in esso si aprono tre grandi arcate a tutto sesto che danno luce al nartece e alla soprastante loggia, ed è sormontato da un attico ove trova luogo il gruppo scultoreo bronzeo Madonna col Bambino tra angeli. La parte sommitale del prospetto è in laterizi come il resto dell'esterno della chiesa, e presenta lo stemma di papa Giovanni XXIII ad altorilievo.

### Interno

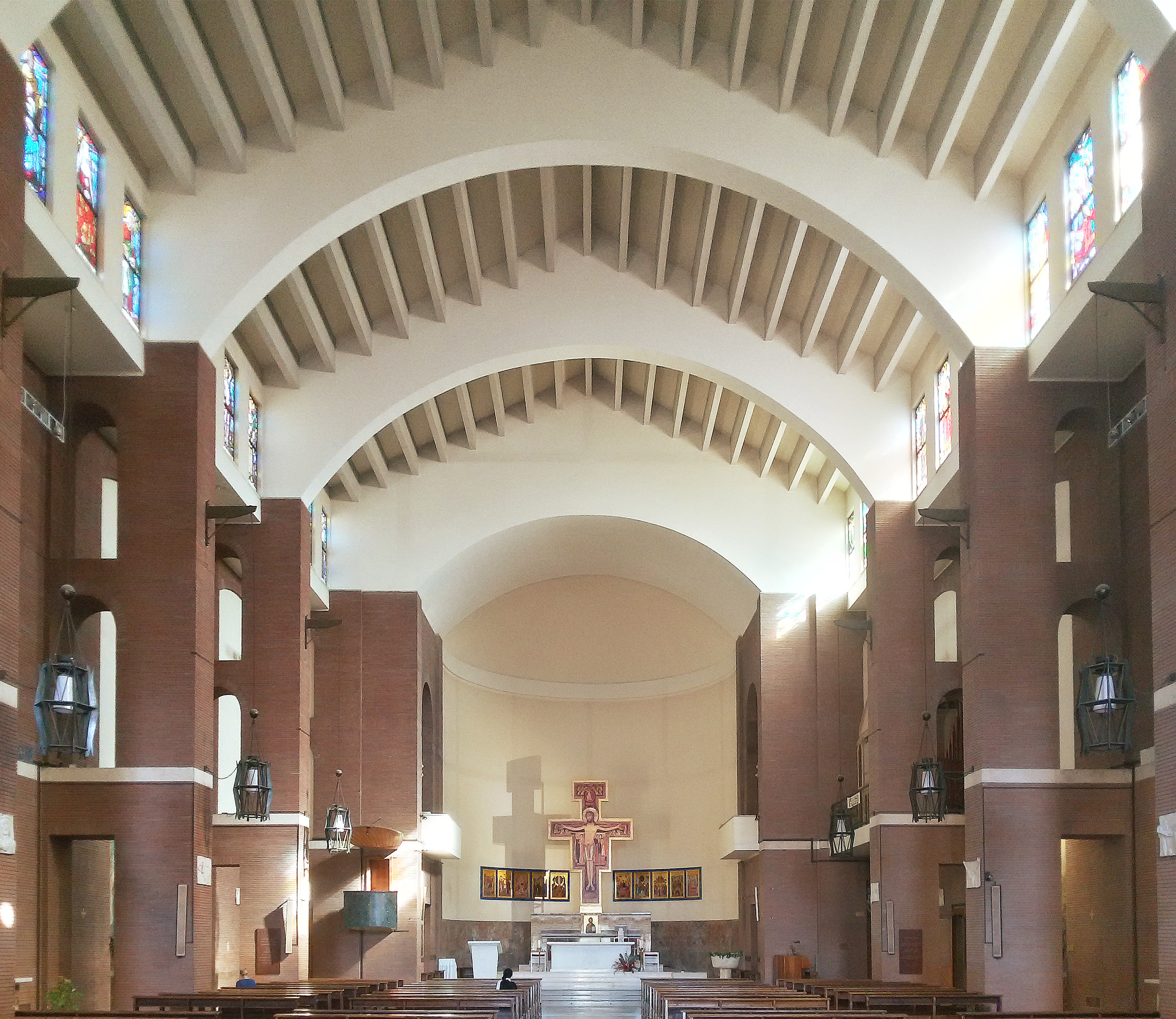
Interno

L'interno della chiesa è costituito da un'unica, ampia navata, coperta con soffitto a doppio spiovente con travi di cemento armato, e suddivisa in cinque campate da archi ribassati poggianti su pilastri quadrangolari che sporgono dalle pareti laterali, traforati con ampie monofore nella parete superiore e che vanno a formare cinque cappelle per lato. L'illuminazione naturale è garantita da finestre rettangolari con vetrate policrome raffiguranti Santi.
Le tre cappelle centrali di ogni lato dispongono di un altare in marmi policromi; nella seconda di sinistra vi è il mosaico Sant'Antonio di Padova realizzato da Vittorio Venturelli nel 1977 su disegno di Fiorenzo Jonni; degli stessi autori sono i mosaici Apparizione del Sacro Cuore di Gesù a santa Margherita Maria Alacoque (1976, seconda cappella di destra), San Giuseppe Lavoratore (1974, terza cappella di destra) e quello che incornicia l'icona della Madonna della Salute (1973, terza cappella di sinistra); nella quarta di destra e di sinistra vi sono due dipinti, rispettivamente Santa Rita da Cascia di Michele de Meo (1978, a sinistra) e San Francesco d'Assisi di Francesco Sassi (1965, a destra). Nella parete di fondo della navata si apre la profonda abside, con due cantorie che si aprono con archi a tutto sesto sul presbiterio, e parete di fondo curva al centro della quale vi è una moderna copia di grandi dimensioni del Crocifisso di San Damiano. L'attuale altare maggiore in marmo bianco risale al 1969, mentre il pulpito (caratterizzato da un moderno baldacchino ligneo), situato alla sinistra dell'arco absidale, è originale.
Nella quinta cappella di destra, sopra una semplice cantoria con parapetto in ferro battuto, trova luogo l'organo a canne Mascioni opus 385, costruito nel 1926 per un'abitazione privata di Trento; venne trasferito dapprima nel 1935 nella chiesa di Santa Maria degli Angeli a Lugano, poi nel 1964 in quella di San Martino a Camorino, dove venne modificato una prima volta; nel 1994 venne trasferito nella sede attuale e ulteriormente alterato, sostituendo l'originaria trasmissione pneumatica con quella elettrica, e la consolle a tre manuali con quella a due appartenente al Mascioni opus 730 della chiesa di San Francesco Stigmatizzato in Saione ad Arezzo. Attualmente l'organo ha 20 registri, ai quali se ne aggiungono 13 predisposti.